# Martin Thomsen (fodboldspiller, født 1980)
 For alternative betydninger, se Martin Thomsen. (Se også artikler, som begynder med Martin Thomsen)
Martin Thomsen (født 31. oktober 1980) er dansk tidligere fodboldspiller. Han spillede i sin aktive karriere for blandt andet SønderjyskE, Kolding FC og Kolding IF.

## Karriere
I juni 2008 blev det offentliggjort, at Martin Thomsen skiftede fra SønderjyskE til Kolding FC.